# Chartes du droit à l'oubli numérique
Initiées en France par la secrétaire d'État chargée de la Prospective et du Développement de l'économie numérique, Nathalie Kosciusko-Morizet, deux Chartes du droit à l'oubli numérique ont été signées en 2010 :
- le 30 septembre 2010 : Charte du droit à l'oubli numérique dans la publicité ciblée : il s'agit de données personnelles collectées passivement, sans que l'internaute en ait vraiment conscience ;
- le 13 octobre 2010 : Charte du droit à l'oubli numérique dans les sites collaboratifs et moteurs de recherche : il s'agit de données personnelles publiées activement par l'internaute[2].

Ces chartes sont une des expressions françaises du concept plus général du droit à l'oubli.

## Charte du droit à l'oubli numérique dans la publicité ciblée

### Objectifs
Renforcer la protection de la vie privée et les droits des internautes à l'égard de la publicité ciblée sur Internet.
Thèmes :
- l'exercice de leurs droits en matière de publicité ciblée ;
- le rapprochement entre les données de navigation et les données personnelles ;
- la publicité géo-localisée ;
- le « capping » (maîtrise de l'exposition à la publicité) ;
- la protection des publics mineurs.

### Signataires
- AACC, Association des agences conseils en communication, 200 adhérents
- FEVAD, Fédération E-commerce et vente à distance, 465 adhérents
- GESTE, Groupement des éditeurs de services en ligne, 130 adhérents
- IAB France, Interactive Advertising Bureau France, 110 adhérents
- Mobile Marketing Association France, 60 adhérents
- SNCD, Syndicat national de la communication directe, 130 adhérents
- SRI, Syndicat des régies Internet, 22 adhérents
- UDA, Union des annonceurs, 300 adhérents
- UDECAM, Union des entreprises de conseil et achat media, 11 adhérents
- UFMD, Union française du marketing direct

## Charte du droit à l'oubli numérique dans les sites collaboratifs et moteurs de recherche

### Objectifs
- Améliorer la transparence de l'exploitation des données publiées par les internautes.
- Faciliter la possibilité pour une personne de gérer ses données sur la toile.

Les six points de la charte sont :
- favoriser les actions de sensibilisation et d'éducation des internautes ;
- protéger les données personnelles de l'indexation automatique par les moteurs de recherche ;
- faciliter la gestion des données publiées par l'internaute lui-même ;
- adopter des mesures spécifiques d'information pour les mineurs ;
- mettre en place un outil de signalement ou un bureau des réclamations ;
- le transfert de données.

### Signataires
- Action Innocence
- Confédération nationale des associations familiales catholiques
- E-enfance
- Union nationale des associations familiales
- Copains d'avant
- Pages jaunes
- Skyrock
- Trombi.com
- Viadeo
- Microsoft (MSN / Windows live / Bing)